# Muazzez Sultan
Hatice Muazzez Sultan (turco ottomano: خدیجہ معزز سلطان, lett. "fanciulla rispettosa" e "preziosa"; 1627 circa – Costantinopoli, 12 settembre 1687) è stata la Terza Haseki Sultan del sultano Ibrahim I e la madre del sultano Ahmed II.

## Biografia
Le sue origini e il suo nome di nascita sono sconosciuto. È stata la terza delle otto haseki del sultano ottomano Ibrahim I e la madre del sultano Ahmed II. Dopo la deposizione di Ibrahim nel 1648, Muazzez venne esiliata al Palazzo Vecchio, insieme alle altre donne dell'harem di Ibrahim, dove trascorse i seguenti 38 anni della sua vita fino alla morte.
Era considerata la più bella fra le donne del sultano Ibrahim I ed era nota per il suo carattere mite e le sue maniere educate e graziose. Il suo unico figlio certo, Ahmed, nacque al Palazzo Topkapı nel 1643 e avrebbe trascorso 48 anni della sua vita nei Kafes, un specie di prigione di lusso per i principi all'interno del palazzo che aveva sostituito la Legge del Fraticidio. Tuttavia, dopo la morte di Solimano II, suo figlio Ahmed è diventato il nuovo sultano. Tuttavia, sua madre era già morta da alcuni anni, senza poterlo rivedere.

## Discendenza
Da Ibrahim I, Muazzez ebbe un solo figlio certo:
- Ahmed II (Costantinopoli, 25 febbraio 1643 - Edirne, 6 febbraio 1695). Passò quasi tutta la vita rinchiuso nel Kafes. Divenne sultano dopo Solimano II.

Non è noto con certezza se abbia avuto altri figli, ma secondo alcuni sarebbe anche madre di:
- Gevherhan Sultan (Costantinopoli, 1642 - Edirne, 27 ottobre 1694). Era vicina a Rabia Sultan, consorte di Ahmed II, e donò alcune delle sue proprietà e rendite alla loro figlia neonata, Asiye Sultan.

## Morte
Nel settembre 1687, un grande incendio scoppiò nei pressi del Palazzo Vecchio. Entro la sera del giorno successivo il fuoco aveva raggiunto il Palazzo. La maggior parte delle vite delle persone all'interno furono salvate dai servi che lavoravano all'interno, ma Muazzez era così spaventata che è morì il giorno dopo, il 12 settembre, forse di infarto o di shock, senza poter rivedere suo figlio, separato da lei da 38 anni. 
Il suo corpo fu portato a Üsküdar, e fu sepolta nei pressi del palazzo.
Dopo la sua morte, i suoi gioielli furono donati a Behzad Kadın, Süğlün Kadın, e Sehsuvar Kadın, consorti del nuovo sultano Solimano II. Ma quando suo figlio salì al trono nel 1691 riprese i gioielli e gli altri preziosi, aggiungendoli al tesoro imperiale o donandoli alla sua stessa Haseki, Rabia Sultan . 
Essendo premorta alla salita al trono del figlio, non fu mai Valide Sultan.

## Cultura popolare
Nella serie TV storica turca Il secolo magnifico: Kösem, Muazzez Sultan è interpretata dall'attrice turca Firuze Gamze Aksu.